# Mühlbach (Augsburg)
Der Mühlbach im Augsburger Stadtteil Pfersee ist ein ursprünglich linker Kanal der Wertach. Heute wird er nicht mehr direkt aus der Wertach, sondern aus dem Wertachkanal gespeist. In seinem weiteren Verlauf heißt er Hettenbach und durchfließt die Augsburger Stadtteile Kriegshaber und Oberhausen. Früher gehörte zu seinem System auch der heute nicht mehr existierende Hessenbach.
Der Mühlbach war ein wichtiger Pfeiler für die frühe Industrialisierung von Pfersee. Sein Wasservolumen beträgt rund 2 m³/s. Von ursprünglich acht Wasserkraftwerken sind heute noch vier erhalten. Sie erzeugen zusammen jährlich 1,5 Mio. kWh Leistung.
Es gibt im Augsburger Stadtwald bei Haunstetten ebenfalls einen Mühlbach. Dieser ist nicht Gegenstand dieses Artikels.

## Geschichte und Verlauf des Mühlbachs

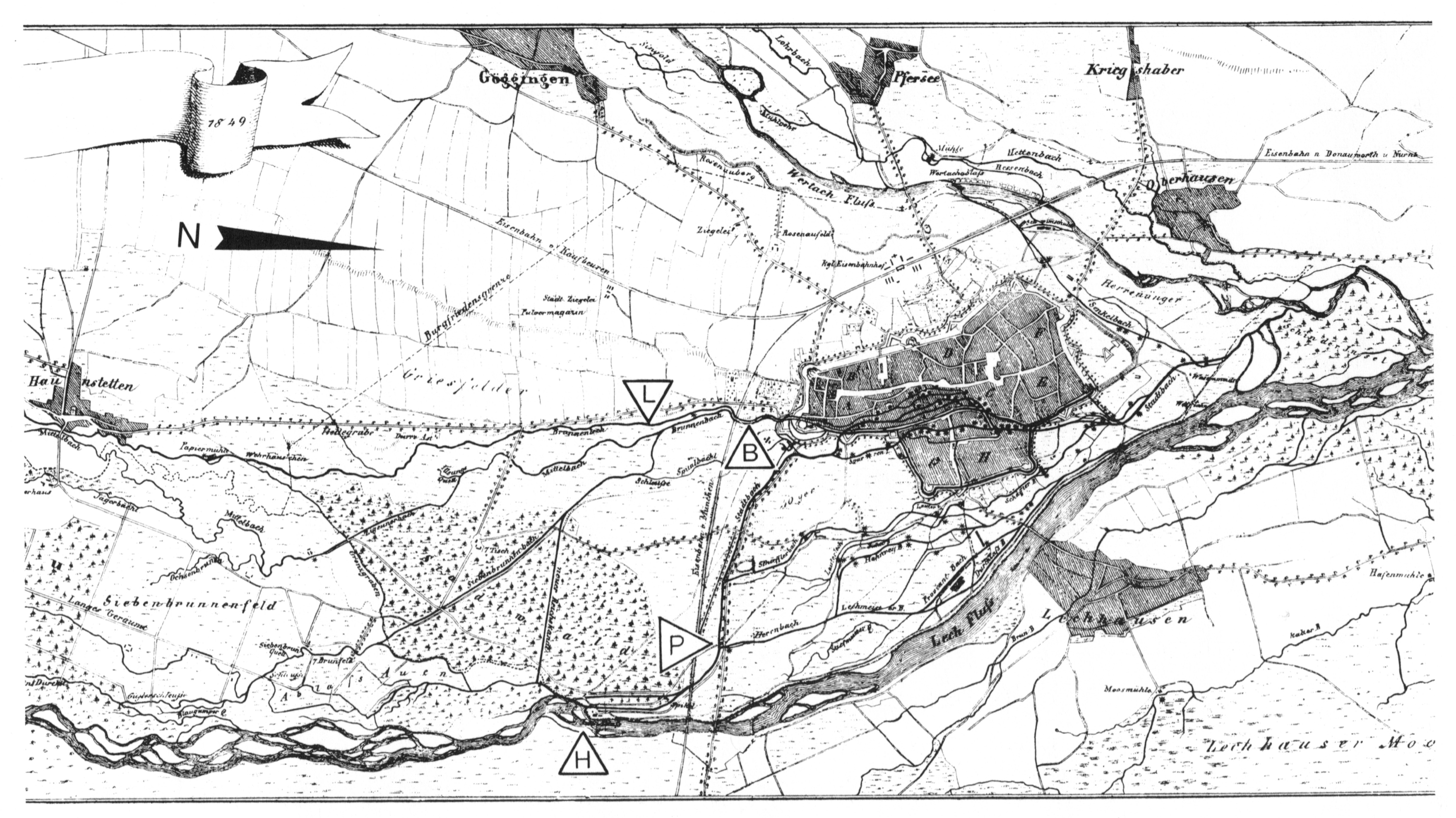
Auf dieser hydrographischen Karte aus dem Jahr 1849 (Westen ist oben; zum Vergrößern bitte mehrmals auf das Bild klicken), ist zu sehen, wie sich der Mühlbach (nicht namentlich bezeichnet) aus dem Lohrbach speiste, daneben aber auch einen Zufluss aus der Wertach hatte, der mit Mühlwehr bezeichnet ist.

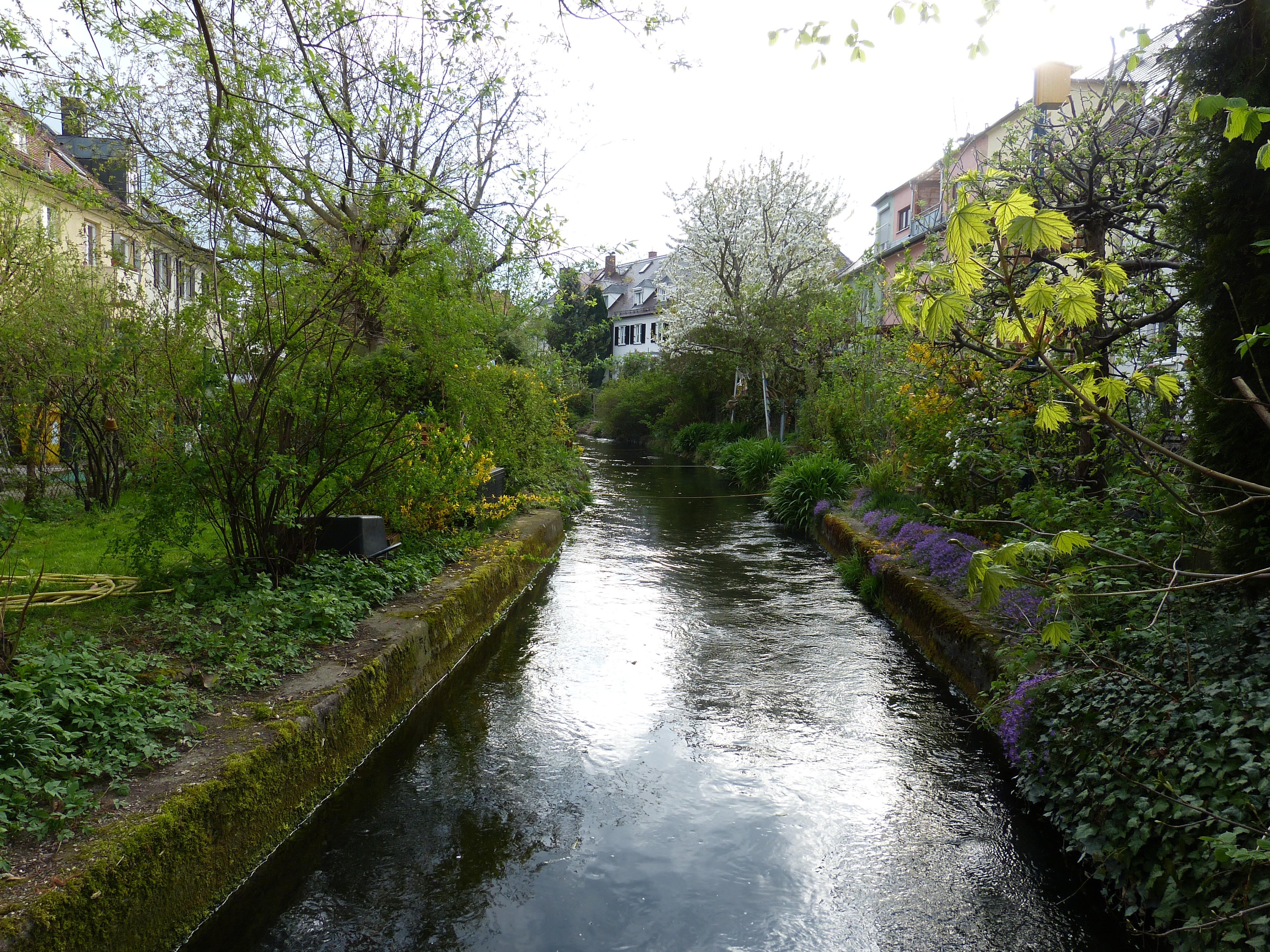
Der Mühlbach an der Eberlestraße

Ursprünglich entstand der Mühlbach aus dem bei Göggingen entspringenden Lorbach. Um die Pferseer Mühle zu betreiben, wurde ein Anstich der Wertach angelegt, der diesen existierenden Bach verstärkte.  Nach der Pferseer Mühle teilte sich der Mühlbach früher in den Hettenbach und den Hessenbach auf. Die Herkunft der Namen „Hettenbach“ und „Hessenbach“ ist nicht bekannt. Möglicherweise stammen sie von Flurnamen.
Ein Stück weiter südlich kauften 1866 der Ulmer Unternehmer Johann Georg Krauß und sein Sohn Robert ein Grundstück am Mühlbach und errichtete darauf die „Baumwollspinnerei und Weberei J.G. Krauß & Sohn“. Der Mühlbach lieferte anfangs die ausreichende Energie zum Betrieb der Maschinen.
Im Jahr 1876 wurde als Hochwasserschutzmaßnahme („Korrektion“) das Flussbett der Wertach tiefer gelegt. Hierdurch konnte der Wertachanstich zum Mühlbach nicht länger versorgt werden. Damit der Mühlbach aber weiter betrieben werden konnte, baute man eine neue Einspeisung aus dem höher fließenden Wertachkanal  in Form eines Dükers, der den Fluss auf der Höhe der Pferseer Localbahnbrücke unter seinem Kiesbett von rechts nach links kreuzt und in Pfersee wieder zum Vorschein kommt.
1885 wurde der Mühlbach in einen Kanal verwandelt, um seine Wasserkraft besser industriell nutzen zu können. Aus der Baumwollspinnerei und Weberei am Mühlbach wurde 1881 die Aktiengesellschaft „Spinnerei und Buntweberei Pfersee“ (SWP). Die „große Fabrik“, wie sie in Pfersee genannt wurde, überlebte diverse Herausforderungen des 20. Jahrhunderts, bis das Unternehmen 1992/1993 an sein Ende kam. Auf dem Gelände der SWP, das inzwischen wertvoller Baugrund für den Wohnungsbau geworden war, entstand ab 1997 ein Wohngebiet, das Mühlbachviertel getauft wurde. Der Mühlbach wurde an dieser Stelle auf etwa 150 m Länge wieder in ein bachähnliches Aussehen gebracht, von einem kleinen Park umgeben, und das zwischenzeitlich stillgelegte Wasserkraftwerk wieder aktiviert.

## Die Pferseer Mühle

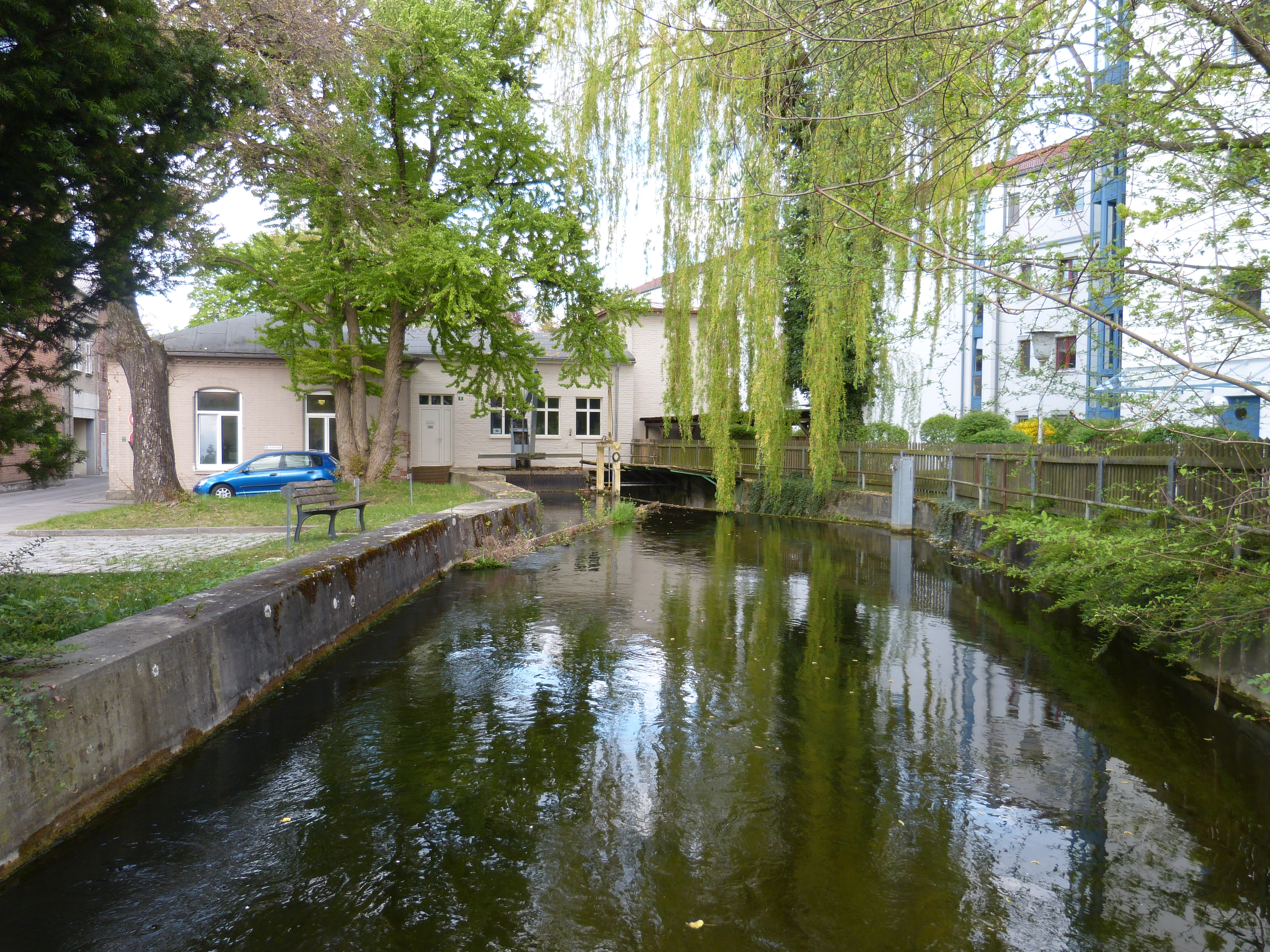
Das „Kraftwerk Limmert Mühlbach“ bei dem Unternehmen Eberle

Die alte Pferseer Mühle, die dem Mühlbach seinen Namen gab, gehörte der Sankt-Jakobsstiftung Augsburg. Nach mehreren Eigentümerwechseln ging die Pferseer „Mahl-Mühle“ schließlich an die Firma J.N. Eberle & Cie GmbH. Eberle produzierte hier seit 1885 Federn und Laubsägen. Die ehemalige Mühlstraße, die zu der Mühle hinführte, ist die heutige Kirchbergstraße. Anstelle der Mühle gibt es hier heute ein kleines Wasserkraftwerk, das „Kraftwerk Limmert Mühlbach“.

## Hessenbach

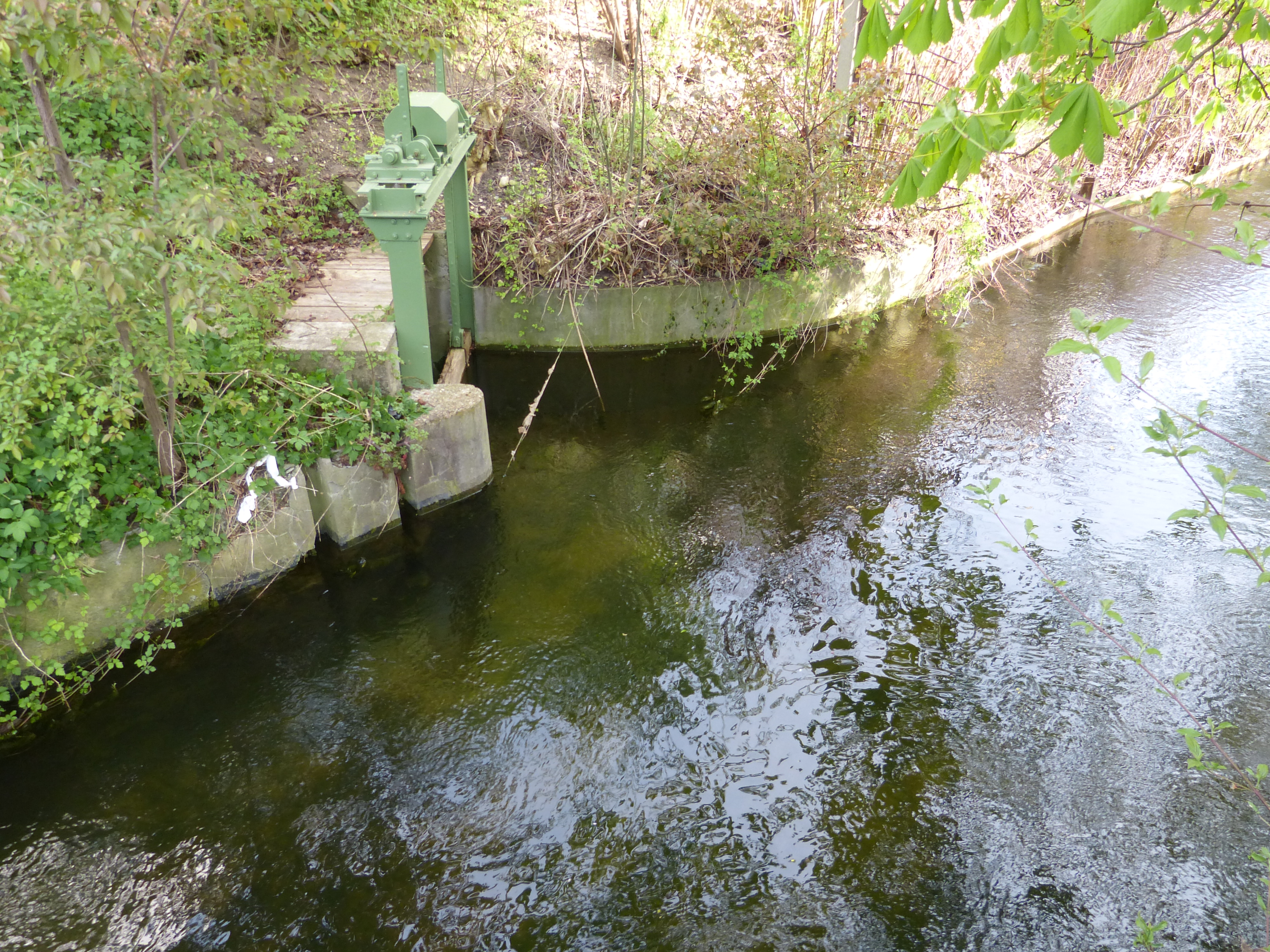
Schleuse am Beginn des Schwemmkanals an der ehemaligen Abzweigung des Hessenbachs vom Mühlbach. Hier ändert der Mühlbach seinen Namen in Hettenbach.

Der rechte Zweig des Mühlbachs nach der Pferseer Mühle, der Hessenbach, führte früher den größeren Teil des Wassers und mündete unterhalb des Goggeleswehrs zurück in die Wertach. Er existiert heute nicht mehr. An seiner Stelle wurde ein unterirdischer Schwemmkanal angelegt, der an der Zweibrückenstraße abzweigt und zur Wertach führt. Er hat keinen offiziellen Namen, seine generische Bezeichnung rührt daher, dass er die eingeworfenen Abfälle und eingeleiteten Abwässer fortschwemmen sollte.
Die Namen der Hessenbachstraße und der Straße „Am Alten Hessenbach“ erinnern noch an den ehemaligen Bach bzw. Kanal.

## Hettenbach
Ursprünglich war der Hettenbach der linke und kleinere Zweig des Mühlbachs nach der Pferseer Mühle. Er floss von Pfersee nach Oberhausen, wo er zur Bewässerung der dortigen Krautgärten und Wiesen diente. Heute gibt es die Verzweigung nicht mehr – von dem kleinen Schwemmkanal abgesehen – und der nahezu gesamte Kanal fließt in seinem ehemals linken Zweig weiter. Er wechselt an der Zweibrückenstraße seinen Namen von Mühlbach in Hettenbach. Anschließend unterquert er die Bürgermeister-Ackermann-Straße (Bundesstraße 300), fließt ein Stück weit parallel zur Hessenbachstraße und unterquert dann die Hauptbahngleise.
Ab hier durchfließt der Hettenbach Oberhausen noch heute in einem mäandernden Verlauf, der seinen Ursprung als natürlichen Bach verrät, und unterquert dabei unter anderem die Ulmer Straße, die Donauwörther Straße und die Dieselstraße. Ein Stück nördlich der Ulmer Straße gibt es am Hettenbach einen kleinen Park mit einem Wasserspielplatz und einem Wasserrad. Nach der Donauwörther Straße betreibt der Hettenbach ein Wasserkraftwerk. Auf Höhe Bärenwirt durchfließt er das ehemalige Coca-Cola-Gelände. Nach der Dieselstraße durchquert er den an Stelle der abgerissenen ELBEO-Werke errichteten Gebäudekomplex der Deutschen Rentenversicherung, im weiteren Verlauf das ehemalige Zeuna-Stärker-Werk und mündet schließlich, weiter flussabwärts als der frühere Hessenbach, in die Wertach zurück.

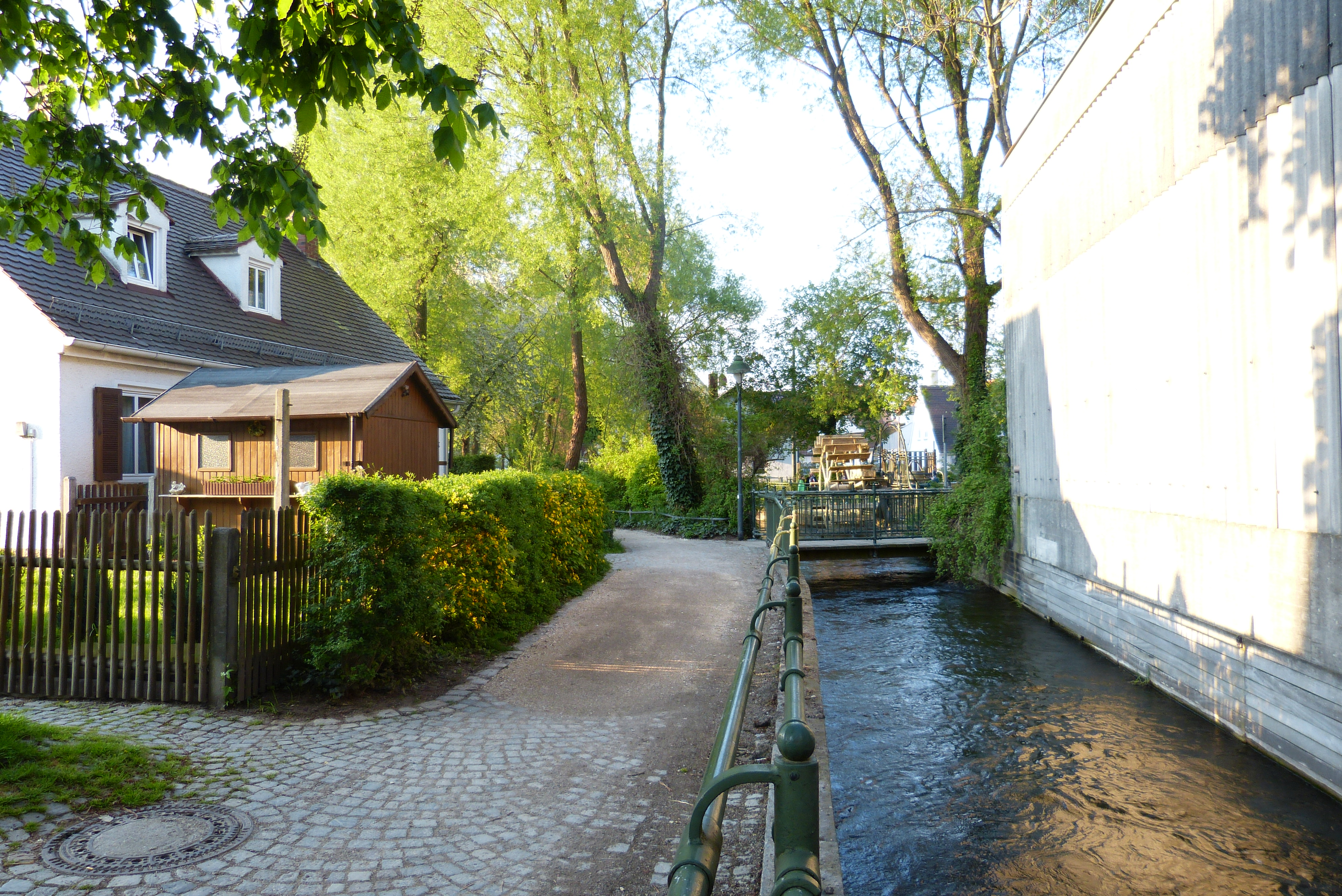
Der Hettenbach ein paar Meter nördlich der Ulmer Straße
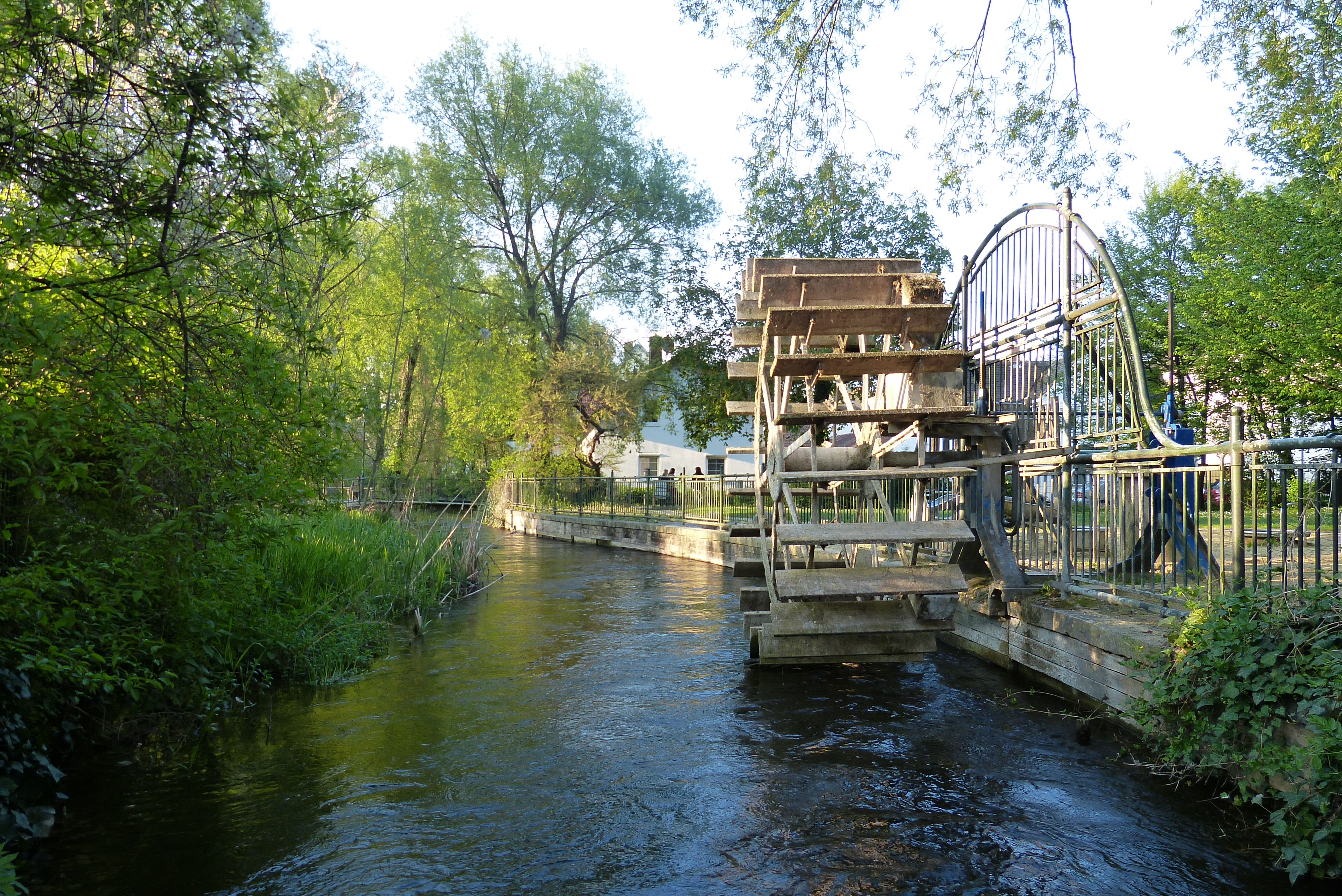
Das Wasserrad beim Wasserspielplatz
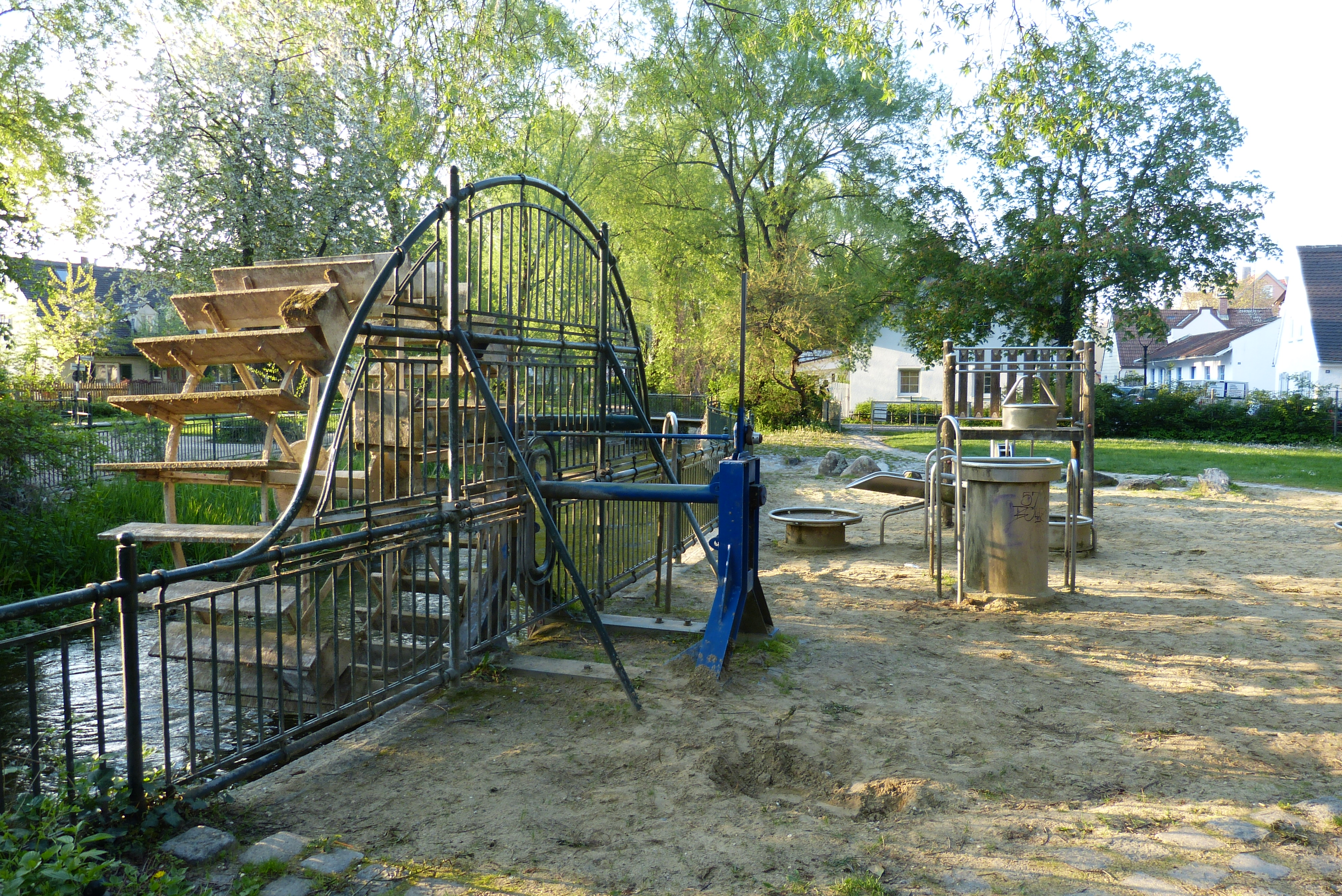
Der Wasserspielplatz
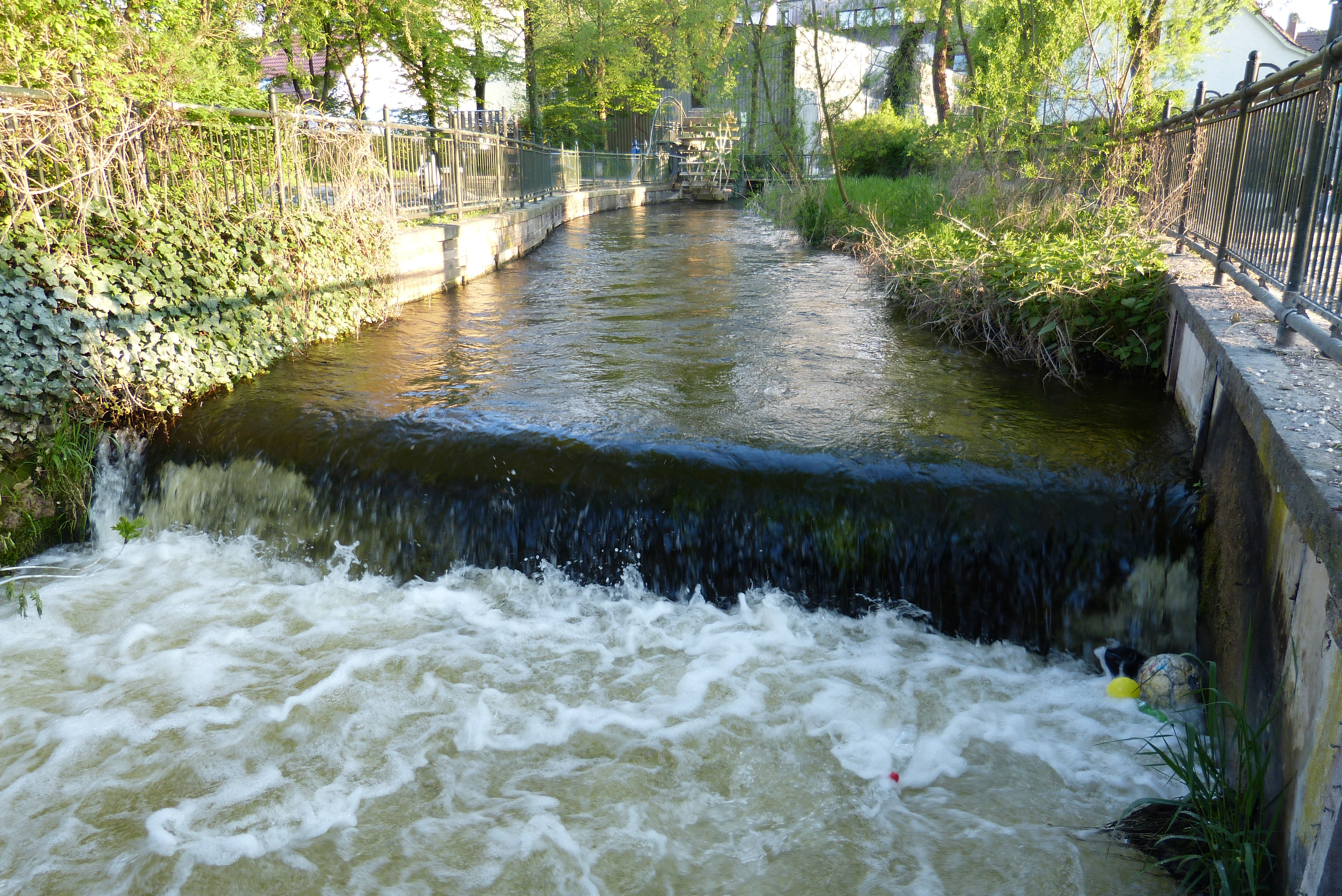
Kleiner Schwall

## Ökologische Verbesserungsmaßnahmen
Seit 2009 fanden am Mühlbach und zum kleinen Teil auch am Hettenbach freiwillige ökologische Verbesserungsmaßnahmen durch die anliegenden Wasserkraft-Betreiber statt, die der Gesetzgeber durch das Erneuerbare-Energien-Gesetz von 2009 fördert. Durch diese Maßnahmen erhalten die Betreiber ein um 4 Cent/kWh höheres Stromentgelt. Es wurden naturnahe Uferzonen mit Steinen und Pflanzenbewuchs gestaltet, Flachwasserzonen geschaffen und die Strömungsgeschwindigkeit an einzelnen Stellen reduziert. So soll der Mühlbach vom Industriekanal wieder bachähnlicher und dadurch attraktiver für Menschen, Tiere und Pflanzen werden.